# مسرح بيكاديللي

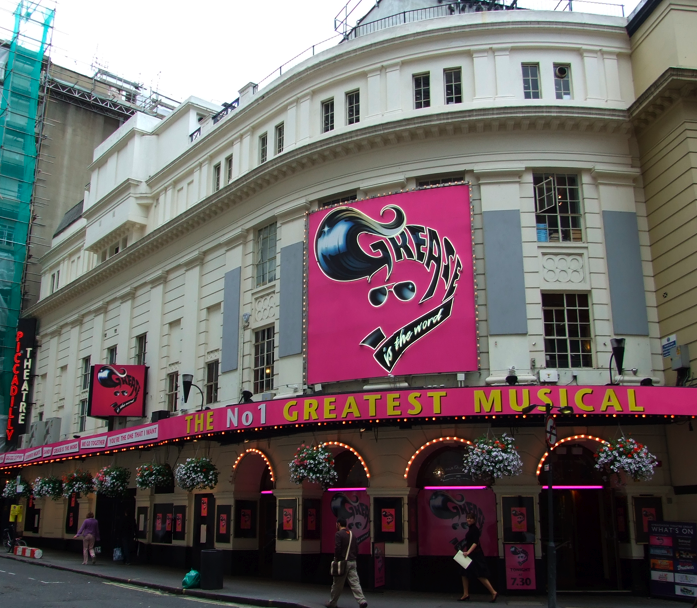
مسرح بيكاديللي عام 2007

مسرح بيكاديللي (بالإنجليزية: Piccadilly Theatre)‏ هو أحد مسارح وست اند، ويقع في 16 شارع دينمان، وراء ميدان بيكاديللي والمُجاور لفندق ريجنت بالاس، في مدينة وستمنستر، إنكلترا.